# Núcleo para la Sustentabilidad Territorial
Los Núcleos para la Sustentabilidad Territorial (NEST) en Chile son una plataforma público privada de trabajo articulada por el Consejo Nacional de Producción Limpia, a la concurren voluntariamente las empresas, autoridades y organismos intermedios, para promover la sustentabilidad social, ambiental y económica de un territorio determinado.
Los NEST, se clasifican en dos grandes grupos, los NEST de carácter General  y aquellos especiales, en los cuales la promoción de la sustentabilidad se realiza de forma preferente sobre uno de los componentes del medio ambiente o de la sustentabilidad, como los NEST de Aguas o de Simbiosis Industrial.
- NEST + Aguas  (Núcleos para la Sustentabilidad Territorial de una Cuenca Hidrográfica):  Son una alianza voluntaria de empresas y entidades interesadas en promover la conservación y el desarrollo de una cuenca de agua abastecedora de manera innovadora, transparente e integral  promoviendo la inversión con el objetivo de lograr un mejor abastecimiento de agua y  una gestión de los recursos naturales más eficaz y sustentable en el largo plazo, asegurando  agua en cantidad y  calidad para las generaciones presentes y futuras.

- NEST + ESI (Núcleos para la Sustentabilidad Territorial y Ecología y simbiosis Industrial)  Son la organización voluntaria de empresas con el objeto de fomentar, desarrollar e implementar acciones que apoyen la ecología y la simbiosis industrial impulsando la producción limpia a través de la sinergia y coordinación de esfuerzos en el desarrollo de ideas, proyectos e inversiones.